# Rufo Quintavalle
Rufo Quintavalle est un poète et comédien britannique, né en 1978 à Londres.

## Biographie
Il a étudié à l'Université d'Oxford et l’Université d’Iowa et vit actuellement à Paris. Son livre Shelf est une réécriture de Song of Myself, du poète américain Walt Whitman. Les 15 premières sections du livre ont été traduites en français par le poète et traducteur Ian Monk dans le cadre de la Biennale internationale des poètes en Val-de-Marne.
Il est invité d'honneur de l’Oulipo en 2015.

## Œuvres
- Shelf, Sagging Meniscus Press, 2021
- hhereenow, corrupt press, 2016
- Shelf 1-15  (trad. Ian Monk), corrupt press, 2015
- Weather Derivatives, Eyewear Publishing, 2014
- Dog, cock, ape and viper, corrupt press, 2011

## Filmographie
- 2022 : Les Passagers de la nuit de Mikhaël Hers
- 2024 : I Love Paris de Bruce Edward Sherfield
- 2024 : Reflection of a Deadman de Michael Shlain
- 2025 : Les Tuche : God Save the Tuche de Jean-Paul Rouve : Majordome Balmoral